# Campanula longistyla
Campanula longistyla är en klockväxtart som beskrevs av Aleksandr Vasiljevitj Fomin. Campanula longistyla ingår i släktet blåklockor, och familjen klockväxter. Inga underarter finns listade i Catalogue of Life.